# Yafsoanita
La yafsoanita es un mineral de la clase de los minerales óxidos, y dentro de esta pertenece al llamado “grupo estructural del granate”. Fue descubierta en 1982 en Aldán, en la República de Sajá (Rusia), siendo nombrada así de YAFSOAN, el acrónimo en ruso de "Academia de Ciencias de Yakutia". Un sinónimo es su clave IMA1981-022.

## Características químicas
Es un óxido múltiple de calcio, teluro y zinc, que cristaliza en el sistema cristalino cúbico, del grupo estructural del granate que agrupa a minerales con oxígeno y de diversas clases pero que cristalizan todos en el sistema cúbico.

## Formación y yacimientos
Aparece como mineral muy raro en depósitos de cuarzo con oro y telurio, en rocas dolomitas-calizas de Rusia, también en la zona oxidada de yacimientos con alteración hidrotermal en Arizona (Estados Unidos) y en Sonora (México).
Suele encontrarse asociado a otros minerales como: oro nativo, tiemannita, naumannita, clausthalita, altaíta, cinabrio, oropimente, kuranakhita, dugganita rica en silicio, cheremnykhita, kuksita, descloizita, calcita, cuarzo u óxidos de hierro.